# Les Aventures de Pythagore et Cie
Les Aventures de Pythagore et Cie forment une série de bandes dessinées suisse pour la jeunesse, créée par le dessinateur Derib, sur un scénario de Job.

## Publications
Les Aventures de Pythagore et Cie sont publiées pour la première fois dans Le Crapaud à lunettes, hebdomadaire pour enfants publié à Lausanne par la fondation Pro Juventute.
À partir du 25 octobre 1969, André Jobin publie lui-même le premier tome cartonné de la série. Le deuxième ouvrage sera lui aussi édité par André Jobin, alors que le troisième album est publié en association par le magazine 24 Heures pour la Suisse, les éditions Rossel pour la Belgique et Fleurus pour la France.

## Titres parus

### Les Aventures de Pythagore etCie
| N° | Titre                                 | Date de parution      | Date de parution | Date de parution | Date de parution | Date de parution | ISBN |
| N° | Titre                                 | Le Crapaud à lunettes | André Jobin      | Fleurus          | Rossel           | Alpen Publishers | ISBN |
| -- | ------------------------------------- | --------------------- | ---------------- | ---------------- | ---------------- | ---------------- | ---- |
| 1. | Pythagore et Cie contre Brazerro      |                       | 1969             | 1973             | 1973             | 1988             |      |
| 2. | Opération « Rhino »                   |                       | 1970             | 1973             | 1973             | 1988             |      |
| 3. | Pythagore et les Géants de la toundra |                       | -                | 1974             | 1974             | 1990             |      |

### Pythagore etCie- L'intégrale
| N° | Titre                          | Date de parution | ISBN                     |
| N° | Titre                          | Le Lombard       | ISBN                     |
| -- | ------------------------------ | ---------------- | ------------------------ |
| 1. | Pythagore et Cie - L'intégrale | 2009             | (ISBN 978-2-8036-2570-3) |